# Narodowe Muzeum Techniki w Warszawie

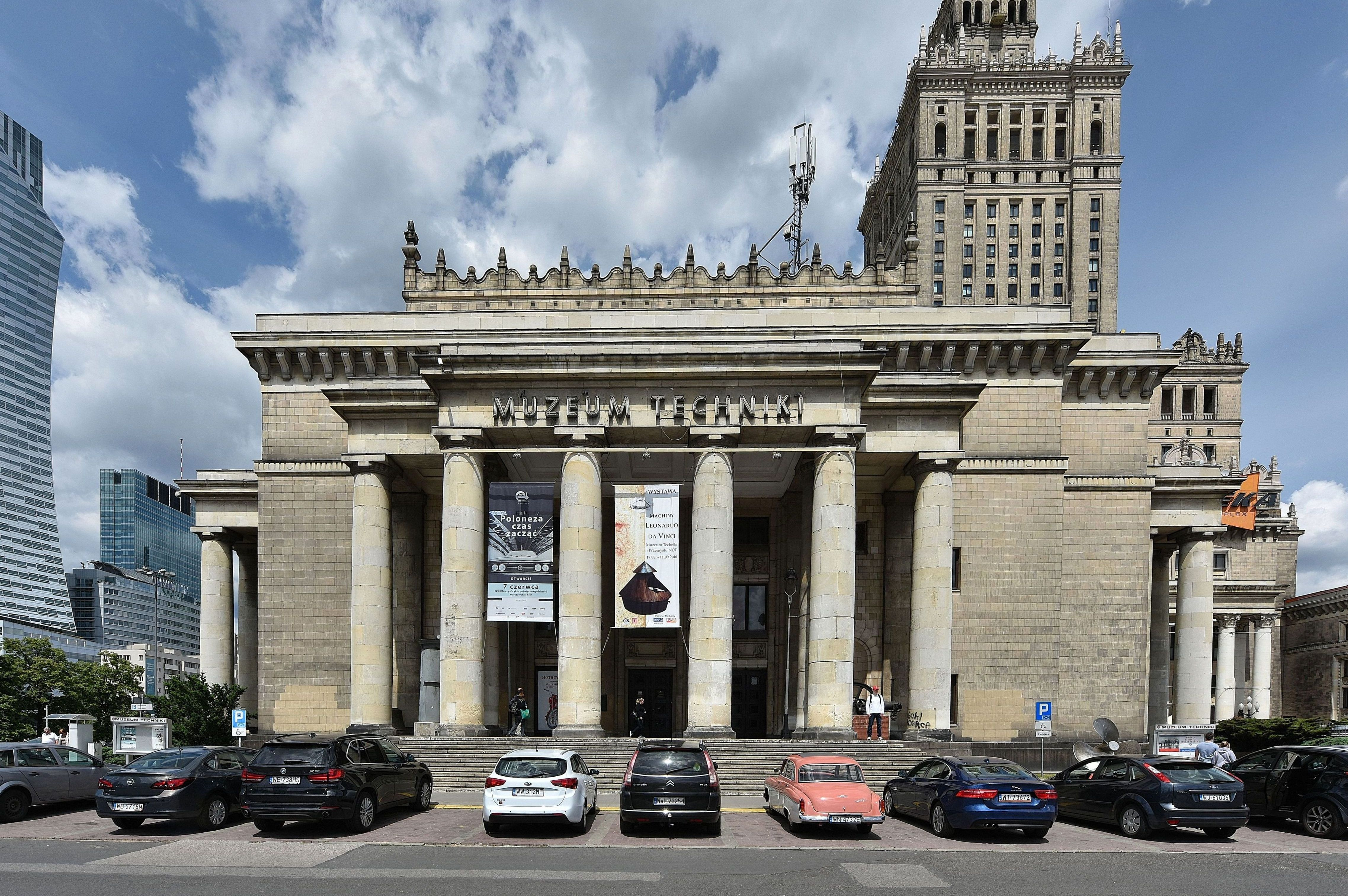
Pałac Kultury i Nauki, siedziba muzeum

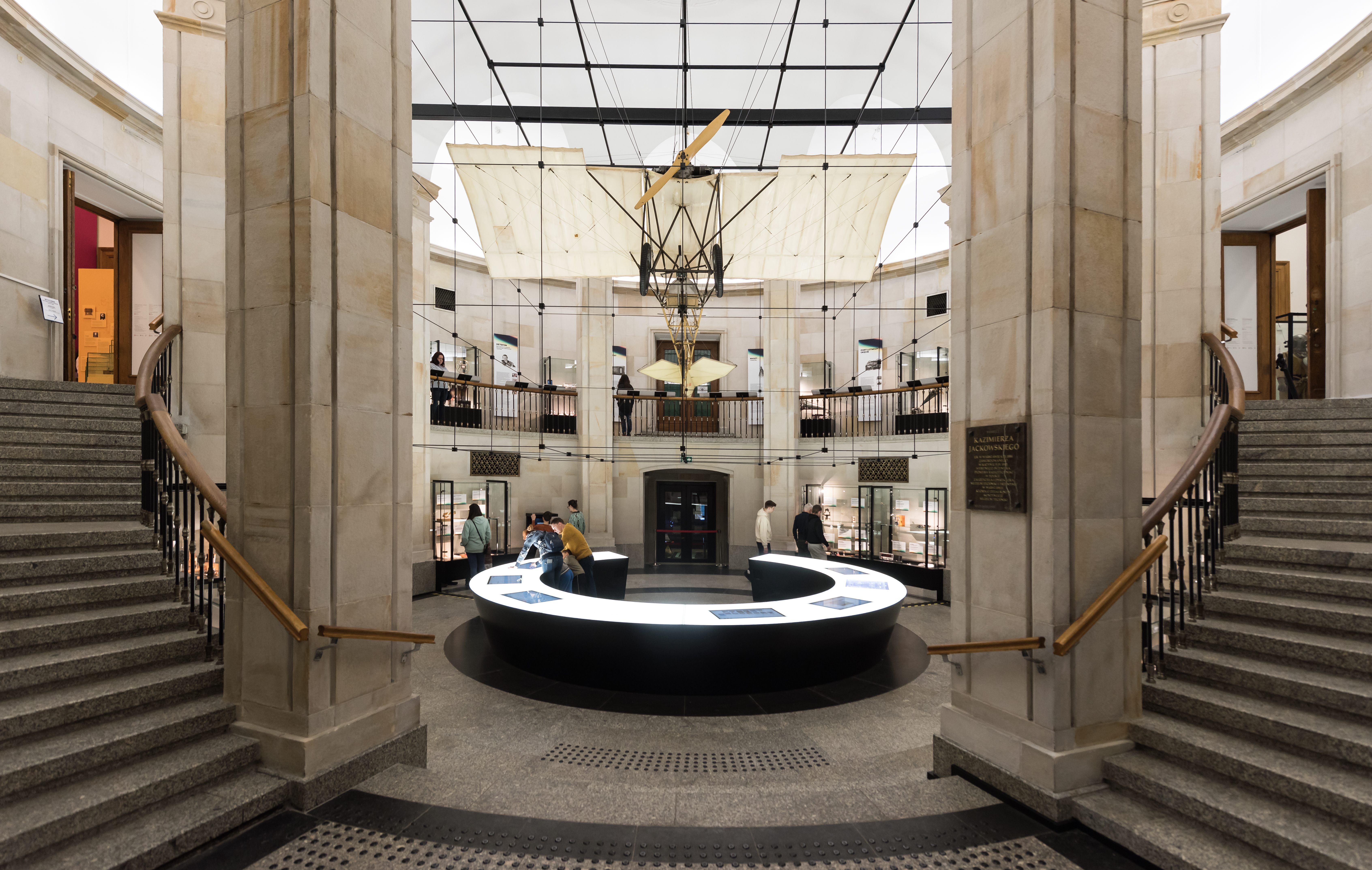
Klatka schodowa z wejściami na wystawy

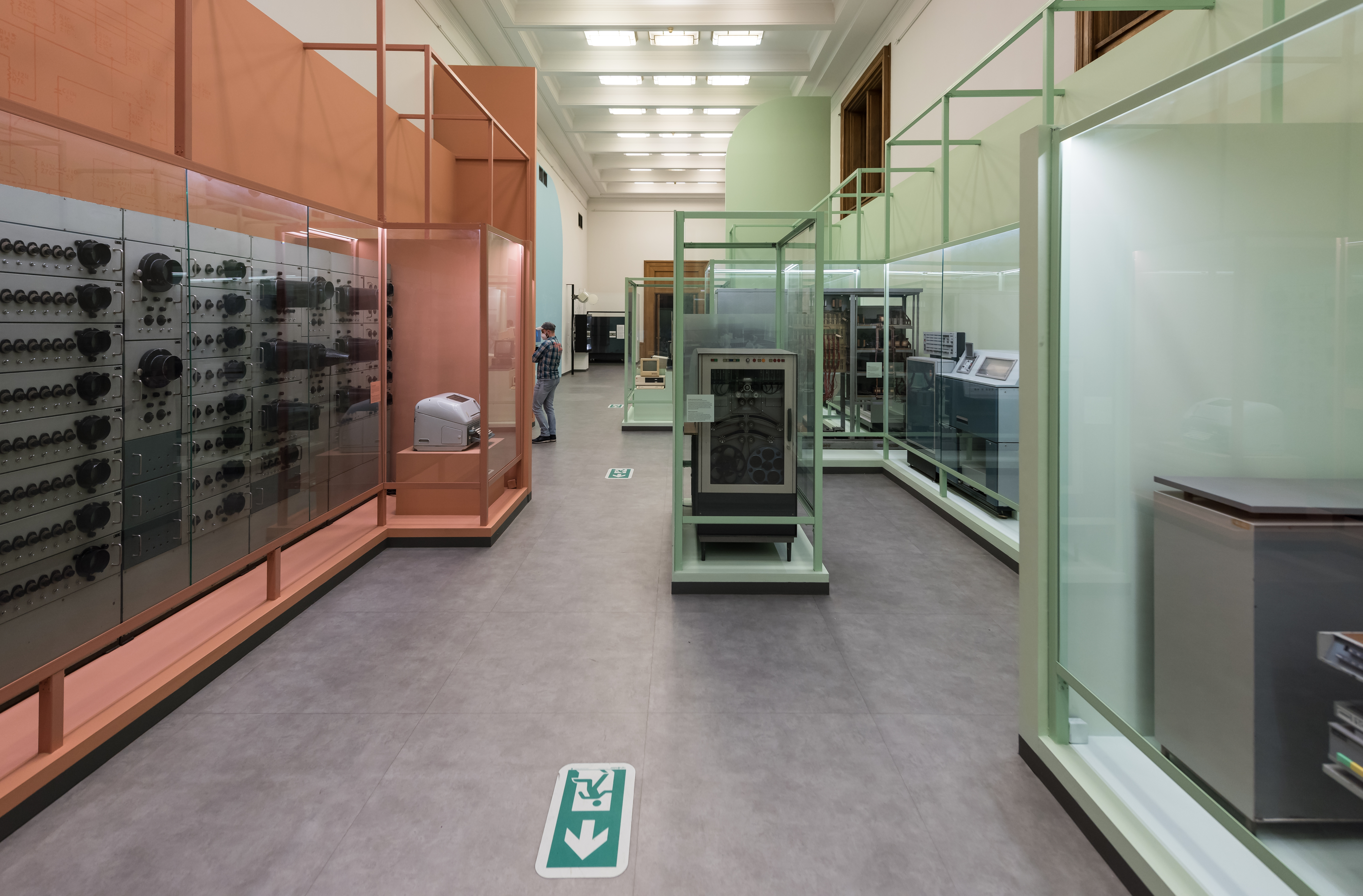
Sala poświęcona informatyce

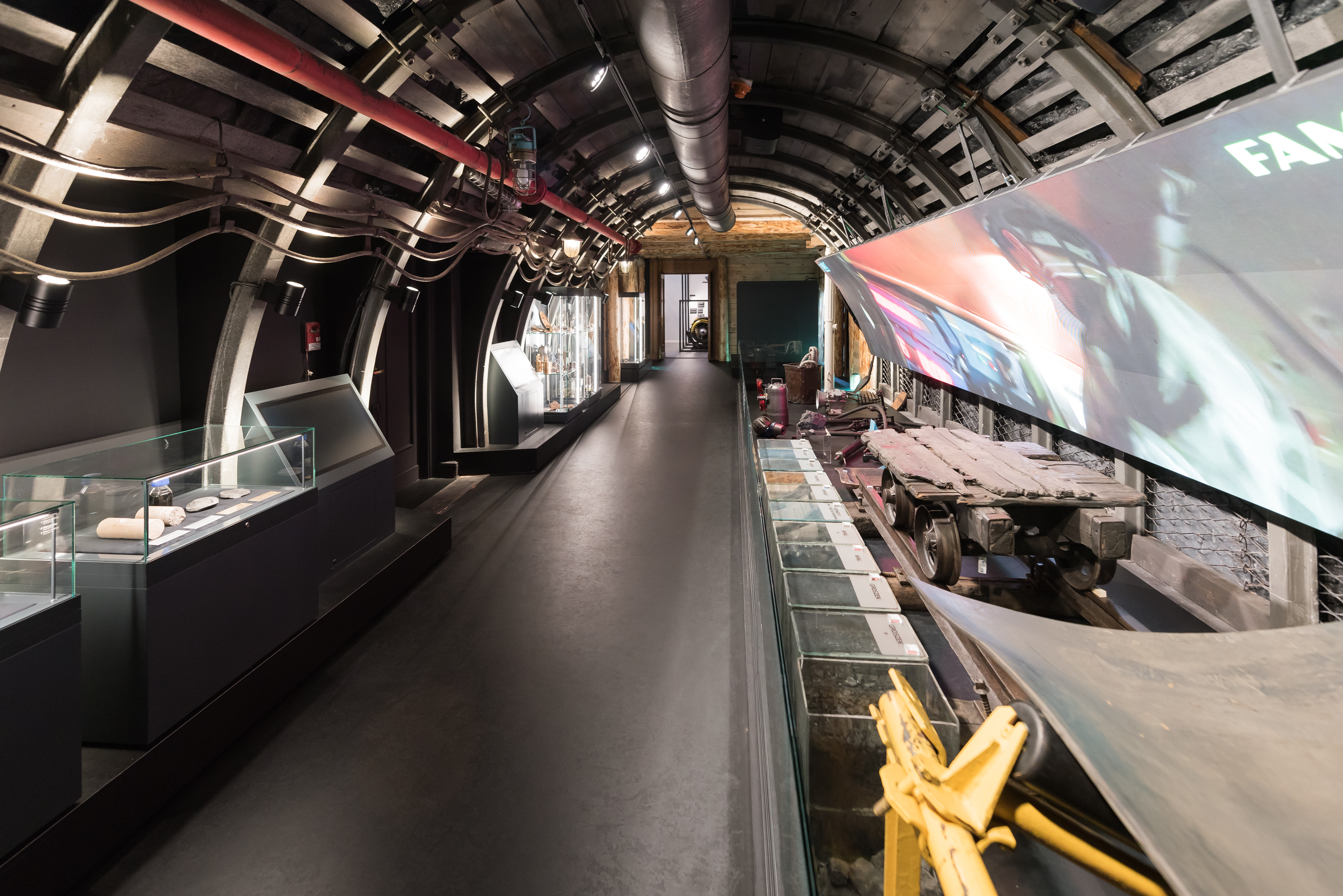
Fragment wystawy poświęconej paliwom kopalnym

Narodowe Muzeum Techniki w Warszawie, do 2017 Muzeum Techniki i Przemysłu NOT – muzeum historii techniki założone w 1950 w Warszawie. Od 1955 mieści się w południowo-zachodnim skrzydle Pałacu Kultury i Nauki.
Muzeum zastąpiło działające w tym samym miejscu Muzeum Techniki i Przemysłu NOT. Placówka była nieczynna od czerwca 2017 do stycznia 2022.
Muzeum jest największą placówką muzealnictwa technicznego w Polsce. Rozpoczęło działalność w 1955 roku kontynuując działalność przedwojennego Muzeum Przemysłu i Techniki. Prowadzenie placówki zlecono Naczelnej Organizacji Technicznej. W ciągu kilkudziesięciu lat działalności zgromadziło cenne zbiory, przede wszystkim z zakresu historii polskiej techniki: kolekcję motocykli, odbiorników radiowych, instrumentów geodezyjnych, przyrządów techniki biurowej, komputerów oraz mechanizmów grających. Niektóre z tych kolekcji są największe w Polsce.

## Historia
W roku 1875 powstało w Warszawie Muzeum Przemysłu i Rolnictwa. Założycielami byli książę Jan Tadeusz Lubomirski, hrabia Józef Zamoyski, Jakub Natanson i K. Dietrich. Pierwsza siedziba muzeum mieściła się w wynajętym lokalu przy placu Krasińskich. Muzeum to nie tylko gromadziło eksponaty, ale odegrało też dużą rolę w kulturze, nauce, technice i nawet życiu gospodarczym ówczesnej Polski.
W 1929 powstało Muzeum Techniki i Przemysłu, zlokalizowane w Warszawie częściowo przy ul. Krakowskie Przedmieście i ul. Tamka 1. Muzeum to zostało zorganizowane przez wybitnego polskiego inżyniera Kazimierza Jackowskiego, który był też jego dyrektorem do śmierci w Katyniu w kwietniu 1940 r. W wyniku II wojny światowej zbiory muzeum zostają rozproszone i muzeum przestało istnieć.
Reaktywacja Muzeum w okresie powojennym stała się możliwa dopiero w roku 1952 w wyniku Drugiego Kongresu Techników Polskich. Opiekę nad muzeum powierzono Naczelnej Organizacji Technicznej (NOT). Utworzona w 1955 placówka otrzymała siedzibę w południowo-zachodnim skrzydle Pałacu Kultury i Nauki.
Muzeum utrzymywało się z państwowych dotacji, które utraciło w 2016. Przestało płacić czynsz za wynajem pomieszczeń, składki ZUS i zalegała też z wypłatą wynagrodzeń dla zwalnianych pracowników. W tym samym roku Zarząd Pałacu Kultury i Nauki wypowiedział muzeum umowę najmu. Muzeum miało się wyprowadzić do 30 września 2017, jednak nie zrobiło tego i zajmowało pomieszczenia bezumownie. Na początku 2017 zarząd główny Federacji Stowarzyszeń Naukowo-Technicznych Naczelnej Organizacji Technicznej podjął uchwałę o postawieniu placówki w stan likwidacji. Zwolniono personel, a muzeum miało zostać oddane pod opiekę firmie komercyjnej. W obawie o los eksponatów stołeczny konserwator zabytków wydał decyzję o zajęciu zbiorów i wystąpił do Zarządu PKiN o zabezpieczenie sal. W listopadzie 2017 zadłużenie NOT z tytułu zajmowania przez muzeum powierzchni w PKiN wynosiło 2,8 mln zł.
2 czerwca 2017 muzeum zostało zamknięte, a zarząd PKIN wystąpił do sądu o eksmisję. W odpowiedzi NOT złożyła do sądu pozew o naruszenie stanu posiadania. 9 czerwca tego samego roku doszło do porozumienia FSNT NOT, Ministerstwa Nauki i Szkolnictwa Wyższego oraz m.st. Warszawy w sprawie utworzenia Narodowego Muzeum Techniki. W grudniu 2017 NOT przekazała nowo utworzonemu muzeum większość zbiorów Muzeum Techniki i Przemysłu NOT.
Muzeum miało zostać ponownie udostępnione zwiedzającym w 2019 po zakończeniu remontu i dostosowania siedziby głównej do przepisów ochrony przeciwpożarowej. Zostało otwarte w styczniu 2022, jednak bez wystawy głównej. Udostępniono dwie z siedmiu planowanych galerii, poświęcone historii transportu i historii komputerów. W grudniu 2022 roku udostępniono dla zwiedzających kolejne wystawy stałe: ekspozycję główną dotyczącą wkładu Polaków w światowe dziedzictwo techniczne i naukowe oraz dwuczęściową wystawę stałą o historii paliw kopalnych i Ignacym Łukasiewiczu

## Dyrektorzy Muzeum
- Janusz Ciążkowski (1955–1957)
- Alfred Wiślicki (1957)
- Czesław Ługowski (1957–1972)
- Jerzy Jasiuk (1972–2013).
- Edward Malak (2013–2015)
- Piotr Mady (2015–2018)
- Mirosław Zientarzewski (od 2018)[9][10][11]

## Działalność
Muzeum Techniki i Przemysłu NOT w nawiązaniu do tradycji Muzeum Techniki i Przemysłu organizowało wystawy stałe i czasowe, gromadziło zbiory z zakresu historii techniki i jej rozwoju, a także zbiorów z wybranych dziedzin nauki. Prowadziło także działania z zakresu ochrony zabytków techniki i w kilku obiektach w kraju znajdują się jego oddziały. Muzeum zajmuje się popularyzacją nauki i techniki.
Oprócz ekspozycji stałych w kilkunastu salach Pałacu Kultury i Nauki organizowano wystawy czasowe: „Anatomia czasu” – poświęcona różnym aspektom czasu jako pojęcia fizykalnego, problemu technicznego i społecznego, wystawa „Sojuz-Apollo” – zorganizowana z okazji wspólnego lotu obu tych statków kosmicznych, wystawy poświęcone polskim wynalazkom wyróżnionym na światowych wystawach innowacji i wynalazczości, wystawy modelarskie i inne.
Oprócz powyższych muzeum prowadziło też działalność oświatową – odbywały się tam nie tylko specjalne programy dla dzieci w okresie ferii letnich i zimowych, ale także bierze udział w Nocy Muzeów. Posiada ono też bibliotekę i kino oświatowe.
Muzeum upowszechniało kulturę techniczną poprzez m.in.:
- lekcje muzealne dla dzieci i młodzieży,
- Noc Muzeów,
- spotkania tematyczne w czasie ferii i wakacji,
- warsztaty,
- urodziny w Muzeum,
- grę „Mały Muzealnik”,
- udział w wydarzeniach zewnętrznych,
- realizację programów telewizyjnych,
- organizację spotkań i prelekcji tematycznych,
- organizację zlotów i prezentacji pojazdów zabytkowych.

## Zbiory
W zbiorach muzeum znajdują się przede wszystkim eksponaty z dotyczące historii polskiej techniki: kolekcja motocykli z motocyklami „Sokół”, kolekcja odbiorników radiowych, instrumentów geodezyjnych, techniki biurowej, mechanizmów grających i inne. Muzeum prezentuje swoje zbiory na wystawach stałych. Organizowane są również wystawy czasowe dedykowane określonym zagadnieniom technicznym lub czasom.

### Ekspozycje
Muzeum Techniki zajmowało 2 piętra dostępne dla zwiedzających.

#### Ekspozycje stałe
- Transport
- Motocykle polskie
- Mechanizmy grające
- Maszyny drukarskie
- Górnictwo
- Hutnictwo
- Energia odnawialna
- Astronomia i astronautyka wraz z pierwszym warszawskim planetarium
- Radiotechnika
- Techniczne środki komunikacji międzyludzkiej
- Technika komputerowa
- Ciekawa fizyka
- Gospodarstwo domowe
- Szklana panienka

#### Ważniejsze eksponaty
- Aeroskop – pierwsza na świecie ręczna kamera filmowa o napędzie automatycznym konstrukcji Kazimierza Prószyńskiego[12]
- Machina rachunkowa – konstrukcji warszawskiego zegarmistrza Izraela Abrahama Staffela
- Lotnia Tańskiego – pierwszy polski szybowiec skonstruowany w 1895 roku przez pioniera awiacji w Polsce Czesława Tańskiego
- Maszyna szyfrująca Enigma (jedyny działający egzemplarz w Polsce)[13]
- Szybowiec z 1894 Ottona Lilienthala[13]
- Podwozie polskiej limuzyny Lux-Sport
- Komputer AKAT-1
- Komputer Jacka Karpińskiego K-202
- Komputer Odra 1305

## Inne informacje
- W zbiorach biblioteki muzeum znajduje się ponad 14 tys. druków zwartych, ok. 3 tys. druków tzw. firmowych (katalogi, prospekty, foldery i ulotki reklamowe) z okresu od końca XIX w. aż do czasów współczesnych. Dysponuje także ponad 150 tytułami czasopism (od lat 30. XIX w. do współczesności) oraz starodrukami od XVI do XIX w.

## Oddziały Muzeum
- Muzeum Hutnictwa i Przemysłu Maszynowego w Chlewiskach

### Oddziały nieistniejące
- Muzeum Motoryzacji w Warszawie
- Muzeum Przemysłu w Warszawie